# Csapody Gábor
Zalalövői Csapody Gábor Ignác (Tevel, Tolna vármegye, 1760. december 10. – Ádánd, Somogy vármegye, 1825. január 20.), királyi tanácsos, Somogy vármegye alispánja, költő, szabadkőműves, földbirtokos.

## Családja és származása
Az előkelő és jómódú nemesi származású zalalövői Csapody család sarja. Édesapja zalalövői Csapody József (1727-1771), Somogy vármegye főszolgabíraja, édesanyja jobaházi Dőry Anna (1739-1805). Apai nagyszülei zalalövői Csapody Ferenc (1689-1762), Vas vármegye szolgabírája és szentviszlói Deseő Mária (†1756) voltak. Az anyai nagyszülei jobaházi Dőry Ignác (1713-1780) és bezerédi Bezerédj Julianna (1720-1752) voltak. Az egyetlenegy testvére zalalövői Csapody Borbála (1759–1815), akinek a férje gyömörei és teölvári Gyömörey György (1752–1816), földbirtokos volt. Az anyja oldalán az elsőfokú unokatestvére báró jobaházi Dőry Gábor (1803–1871) főispán volt.

## Élete
Az 1778-79 évfolyamon jogot hallgatott a Szentbenedek-rendi gimnáziumban Győrben.  Tanulmányai befejezése után, Csapody Gábor, a vármegye közigazgatásával kezdte a pályafutását. 1789-ben Somogy vármegye főszolgabírája, később első alispánja volt. Csapody Gábor 1806 és 1807 között Somogy vármegye másodalispánja, majd 1808 és 1813 között az első alispánja volt. Az 1809. napóleoni háború alatt Csapody Gábor somogyi alispánnak kellett a nemesi felkelés szervezésével foglalkozni. Somogyban — a többi vármegyéhez hasonlóan — 1809 elején a fenti törvény értelmében indult az inszurrekció gyakorlati teendőinek megvalósítása. A január 9-én kezdődött megyegyűlésen Csapody Gábor alispán a fő feladatot az 1808: 2.tc. alapján a megyei nemesség összeírásában határozta meg. A nádori határozat értelmében május 20-án útnak indult a somogyi felkelő sereg Somlyóvásárhelyre, ugyanezen a napon Csapody Gábor alispán elnökletével gyűlést tartott a megye melyen — tekintettel arra, hogy rendes katonaság nem volt a megyébe — a közbiztonság megszilárdítására hoztak intézkedést. Az 1813. augusztus 23-án megtartott nagygyűlésen a vármegye alispáni tisztségeiben történt személyi változás. Csapody Gábor első alispán egészségi okokra hivatkozva mondott le tisztéről, melyet a korábbi másodalispán, Kováts Antal foglalt el. Somogyban, Csapody Gábor tekintélyes szabadkőművesnek számított: Pálóczi Horváth Ádám többször említi őt leveleiben. A Helikoni Virágokban Keresztes Bálint című versének egyik sorához Kazinczy Ferenc a következő jegyzést teszi: „Csapodi Gábor úr Horváthnak is nekem is becsült és szeretett barátom.”
Zalalövői Csapody Gábornak az apai dédanyja, zalalövői Csapody Istvánné osztopáni Perneszy Zsófia, az igen régi és tehetős osztopáni Perneszy családnak egyik örököse volt. Rajta keresztül Csapody Gábor mint a Csapody család egyetlen fiúörököse szerezte a jogait a Perneszyek Somogy vármegyei birtokaihoz. Az osztopáni Perneszy család öröksége 11 Somogy megyei úrbéri birtokból állt, amely összesen 6636 úrbéri holdat alkotott, rajta 328 jobbágy és 80 zsellér lakott. A központja, a legnagyobb birtok, természetesen az ádándi volt, amely egyedül maga 1401 úrbéri holdból állt. Hogy teljesen vehesse birtokba a hatalmas uradalmat, Csapody Gábor megvásárolta a boldogfai Farkas családtól az őket illető részét. boldogfai Farkas Ferenc (1713-1770) zalai alispán felesége, barkóczi Rosty Anna volt (1722-1785), akinek az édesanyja zalalövői Csapody Mária volt, Csapody Istvánné osztopáni Perneszy Zsófia lánya. A Gindly családhoz tartozó Somogy megyei ádándi birtokot 1810 körül adta el a család Csapody Gábornak 220 000, devalválva 58 666ft-ért. Gindly Antal és fia, Rudolf elsősorban hitelezés útján kamatoztatta tőkéjét, jelentős birtokvásárlásra csak egyszer került sor.
A végrendeletében, boldogfai Farkas Ferencné Rosty Anna a Somogy megyei birtokrészeket leányára, boldogfai Farkas Erzsébetre (1761-1801) hagyta, aki tubolyszeghi Tuboly László (1756-1828) felesége volt. 1801. április 21.-én létrejött egy egyezség nádosi Tersztyánszky János, Csapody Gáborné nádasi Tersztyánszky Erzsébet, Botka Mihályné nádasi Tersztyánszky Anna és vizeki Tallián Ignác, mint néhai nádosi Tersztyánszky Zsófia férje; sz egyezség szerint Csapody Ferenc örökösei, az az Csapody Gábor és leszármazottjai, további 10 000 forint rá fizetése mellett megkapták örök tulajdonul a Csapody Ferencnek felvallott és 1744-ben át is adott birtokokat Somogy megyében. Később, 1802. május 24.-én, Csapody Gábor 14 000 forintot fizetett osztályos rokonainak, a boldogfai Farkas család örököseinek, akik szintén Perneszy származásúak, és ezzel békés megállapodásra jutott boldogfai Farkas Ferenccel (1742-1807), nemesapáti esperessel, Tuboly Lászlóval, és a többi Farkas testvér-örökössel. Ezzel ténylegesen megvásárolta a Perneszy őseitől, addig még osztatlan, és több családtag által bírt ádándi birtokot. Ezután a birtokszerzés után, Csapody Gábor lett a vármegye egyik legtehetősebb ura.
A Napóleoni háborúk alatt, Csapody Gábor somogyi alispán foglalkozott az 1809-es nemesi felkeléssel, a katonák összeírásával, és a vármegye védelmezésével.

## Házassága és gyermeke
Feleségül vette 1790. április 19.-én Balatonkilitin nádasi Tersztyánszky Erzsébet Borbála (Pápa, 1770. október 12.-Ádánd, Somogy vármegye, 1841. november 22.) kisasszonyt, nádasi Tersztyánszky József (1726-1773), veszprémi főszolgabíró, földbirtokos és bodorfalvi Baranyay Anna (1736-1793) lányát. Az apai nagyszülei nádasi Tersztyánszky István (1666-1736), Veszprém vármegye alispánja, földbirtokos és acsádi Acsády Julianna voltak. Az anyai nagyszülei bodorfalvi Baranyay Péter és nemes Vukovics Éva voltak. Ebből a frigyből született egyetlen fia és örököse:
- zalalövői Csapody József Lajos Gábor (Balatonkiliti, 1791. február 8. –Balatonkiliti, 1794. február 6.)[11]
- zalalövői Csapody Borbála Erzsébet (Görbő, Tolna vármegye, 1805. március 23.)[12]
- zalalövői Csapody Pál (Ádánd, Somogy vármegye, 1808. augusztus 10. - Terezovác, Verőce-Drávamente megye, 1859. április 10.), táblabíró, lótenyésztő, 1848-as honvédkapitány. Neje kisgeszényi Szabó Amália (Szombathely, 1810. január 9.-Kőszeg, 1888. december 21.).

## Származása
| zalalövői Csapody Gábor Ignác (Tevel, Tolna vármegye, 1760. december 10. – Ádánd, Somogy vármegye, 1825. január 20.) királyi tanácsos, Somogy vármegye alispánja, költő, szabadkőműves, földbirtokos. | Apja: zalalövői Csapody József Antal (Petőfalva, Nyitra vármegye, 1727. március 1. – Ádánd, 1771. augusztus 11.) Somogy vármegye főszolgabíraja, földbirtokos. | Apai nagyapja: zalalövői Csapody Ferenc (1689. – Nagyszombat, 1762. március 28.) Vas vármegye főszolgabírája, nagyszombati kerületi táblai ülnök, földbirtokos | Apai nagyapai dédapja: zalalövői Csapody István (fl. 1663–1702) (†c.1702) törökverő, a zalalövői vár utolsó főkapitánya, zalai földbirtokos. (Szülei: Csapody István, akinek az apja Chiapody István 1626. szeptember 26-án II. Ferdinánd magyar királytól szerzett címeres nemeslevelet) |
| zalalövői Csapody Gábor Ignác (Tevel, Tolna vármegye, 1760. december 10. – Ádánd, Somogy vármegye, 1825. január 20.) királyi tanácsos, Somogy vármegye alispánja, költő, szabadkőműves, földbirtokos. | Apja: zalalövői Csapody József Antal (Petőfalva, Nyitra vármegye, 1727. március 1. – Ádánd, 1771. augusztus 11.) Somogy vármegye főszolgabíraja, földbirtokos. | Apai nagyapja: zalalövői Csapody Ferenc (1689. – Nagyszombat, 1762. március 28.) Vas vármegye főszolgabírája, nagyszombati kerületi táblai ülnök, földbirtokos | Apai nagyapai dédanyja: osztopáni Perneszy Zsófia (1651–1702) (Szülei: Perneszy István (fl. 1647–1663), a zalalövői vár főkapitánya, földbirtokos és nyéki Rauch Zsuzsanna) |
| zalalövői Csapody Gábor Ignác (Tevel, Tolna vármegye, 1760. december 10. – Ádánd, Somogy vármegye, 1825. január 20.) királyi tanácsos, Somogy vármegye alispánja, költő, szabadkőműves, földbirtokos. | Apja: zalalövői Csapody József Antal (Petőfalva, Nyitra vármegye, 1727. március 1. – Ádánd, 1771. augusztus 11.) Somogy vármegye főszolgabíraja, földbirtokos. | Apai nagyanyja: szentviszlói Deseő Mária | Apai nagyanyai dédapja: szentviszlói Deseő Ferenc (Szülei: szentviszlói Deseő Zsigmond, földbirtokos és Gussish Zsófia) |
| zalalövői Csapody Gábor Ignác (Tevel, Tolna vármegye, 1760. december 10. – Ádánd, Somogy vármegye, 1825. január 20.) királyi tanácsos, Somogy vármegye alispánja, költő, szabadkőműves, földbirtokos. | Apja: zalalövői Csapody József Antal (Petőfalva, Nyitra vármegye, 1727. március 1. – Ádánd, 1771. augusztus 11.) Somogy vármegye főszolgabíraja, földbirtokos. | Apai nagyanyja: szentviszlói Deseő Mária | Apai nagyanyai dédanyja: jobbágyi Gaiger Magdolna (Szülei: jobbágyi Gaiger Miklós, földbirtokos és nádasdi Nádasdy Orsolya) |
| zalalövői Csapody Gábor Ignác (Tevel, Tolna vármegye, 1760. december 10. – Ádánd, Somogy vármegye, 1825. január 20.) királyi tanácsos, Somogy vármegye alispánja, költő, szabadkőműves, földbirtokos. | Anyja: jobaházi Dőry Anna Mária (*Szerdahely, 1739. december 2.– Ádánd, 1805. augusztus 18.)                                                                   | Anyai nagyapja: jobaházi Dőry Ignác (Bécsújhely, 1713. augusztus 24.– Tevel, 1780. április 18.) főszolgabíró, földbirtokos                                     | Anyai nagyapai dédapja: jobaházi Dőry László földbirtokos (Szülei: jobaházi Dőry Pál és Fodor Magdolna) |
| zalalövői Csapody Gábor Ignác (Tevel, Tolna vármegye, 1760. december 10. – Ádánd, Somogy vármegye, 1825. január 20.) királyi tanácsos, Somogy vármegye alispánja, költő, szabadkőműves, földbirtokos. | Anyja: jobaházi Dőry Anna Mária (*Szerdahely, 1739. december 2.– Ádánd, 1805. augusztus 18.)                                                                   | Anyai nagyapja: jobaházi Dőry Ignác (Bécsújhely, 1713. augusztus 24.– Tevel, 1780. április 18.) főszolgabíró, földbirtokos                                     | Anyai nagyapai dédanyja: kisfaludi Kisfaludy Rozália (Szülei: kisfaludi Kisfaludy Mózes, földbirtokos és báró szentmiklósi és óvári Pongrácz Zsuzsanna) |
| zalalövői Csapody Gábor Ignác (Tevel, Tolna vármegye, 1760. december 10. – Ádánd, Somogy vármegye, 1825. január 20.) királyi tanácsos, Somogy vármegye alispánja, költő, szabadkőműves, földbirtokos. | Anyja: jobaházi Dőry Anna Mária (*Szerdahely, 1739. december 2.– Ádánd, 1805. augusztus 18.)                                                                   | Anyai nagyanyja: bezerédi Bezerédj Julianna (Sopron, 1720. február 18.– Tevel, 1752. november 20.)                                                             | Anyai nagyanyai dédapja: bezerédi Bezerédj Ferenc földbirtokos (Szülei: bezerédi Bezerédj Mihály, földbirtokos és galánthai Bessenyey Klára) |
| zalalövői Csapody Gábor Ignác (Tevel, Tolna vármegye, 1760. december 10. – Ádánd, Somogy vármegye, 1825. január 20.) királyi tanácsos, Somogy vármegye alispánja, költő, szabadkőműves, földbirtokos. | Anyja: jobaházi Dőry Anna Mária (*Szerdahely, 1739. december 2.– Ádánd, 1805. augusztus 18.)                                                                   | Anyai nagyanyja: bezerédi Bezerédj Julianna (Sopron, 1720. február 18.– Tevel, 1752. november 20.)                                                             | Anyai nagyanyai dédanyja: nemes Sartory Johanna Julianna (Szülei: nemes Sartory Pál és Assonler Katalin) |